# پلوریستم
پلوریستم (انگلیسی: Pluristem) شرکت داروسازی اسرائیلی است، که در سال ۲۰۰۱ تأسیس شد.